# All Through the Night (película)
All Through the Night (conocida en español como A través de la noche en Argentina y España y Una noche interminable en México) es una película estadounidense de suspenso, comedia, crimen y espías de 1942 dirigida por Vincent Sherman y protagonizada por Humphrey Bogart, Conrad Veidt y Kaaren Verne, y con muchos de los actores de carácter de Warner Bros.. Fue lanzada por Warner Bros.. El reparto secundario incluye a Peter Lorre, Jackie Gleason, Phil Silvers, Barton MacLane y William Demarest.

## Argumento
Alfred «Gloves» Donahue, un importante jugador de Broadway, es alertado por su madre, «Ma» Donahue, de que su vecino, el Sr. Miller, un panadero que hace el pastel de queso favorito de Gloves, ha desaparecido y ella «tiene un presentimiento» de que algo siniestro ha sucedido. Guantes busca en la panadería y encuentra el cadáver de Miller. Una joven cantante, Leda Hamilton, abandona rápidamente la tienda al enterarse del fallecimiento de Miller. La Sra. Donahue cree que la joven sabe algo y la rastrea hasta un club nocturno, donde crea un escándalo al «inquietarse» sobre la muerte de Miller. Marty Callahan, copropietario del club, llama a Gloves e insiste en que baje y se ocupe de la situación. Mientras está en el club, Gloves toma una copa con Leda que es interrumpida por su pianista, Pepi, quien la lleva a una habitación trasera, donde le dispara al compañero de Marty, Joe Denning. Luego, Leda y Pepi desaparecen en un taxi cuando Gloves se topa con Joe. Antes de morir, Joe levanta cinco dedos para indicar quién se llevó a Leda. Gloves se va rápidamente para buscar a Leda y, sin darse cuenta, deja uno de sus guantes en la escena del crimen.
Aunque Marty y la policía sospechan del asesinato de Joe, Gloves rastrea el taxi hasta una casa de subastas de antigüedades operada por Hall Ebbing y su asistente, Madame. Gloves se hace pasar por un postor pero Pepi lo reconoce. Posteriormente, Leda lo noquea, lo ata y lo deja en una sala de almacenamiento con uno de sus hijos, Sunshine, que fue capturado antes. Más tarde, Leda los visita y los ayuda a liberarse antes de que puedan ser enviados en cajas. Mientras escapan, Gloves y Sunshine entran en una habitación con mapas, gráficos, una radio de onda corta y un retrato de Adolf Hitler. Se dan cuenta de lo que Joe estaba indicando antes de morir: sus captores son quintacolumnistas nazis. Gloves encuentra un cuaderno y lee en él el nombre de Miller, así como el de «Leda Hamilton», su nombre judío «Uda Hammel» y la muerte de su padre en el campo de concentración de Dachau.
Con Leda a cuestas, escapan. Ebbing y sus compinches los persiguen hasta Central Park. Aquí, Leda explica que trabaja con Ebbing sólo para salvar la vida de su padre. Mientras Gloves pelea con un nazi, Leda lee la página arrancada que dice que su padre ya está muerto. Gloves y Leda acuden a la policía, que registra la casa antigua, pero la encuentra vacía. Sin creer la historia de Gloves, intentan arrestarlo, pero él escapa sumergiéndose en el Río Este. Llega al apartamento de su abogado, sólo para que Marty y su mafia irrumpan, ansiosos por vengar el asesinato de Joe. Después de que Gloves los convence de su inocencia, las dos bandas unen fuerzas contra los espías nazis.
Gloves, Sunshine y Barney van a la comisaría donde está detenida Leda. Ebbing, sin embargo, la ha sacado y llegan cuando la obligan a subir a un automóvil. Siguiendo al coche, encuentran una gran reunión nazi clandestina. Gloves y Sunshine capturan a dos nazis y se hacen pasar por ellos para entrar, pero al experto en explosivos por el cual Gloves se hace pasar se le pide que informe sobre su trabajo. Gloves y Sunshine retrasan la reunión usando un ardid de doble discurso hasta que las pandillas combinadas llegan para disolverla. Ebbing escapa y le pide a Pepi que se una a él en un ataque suicida para hacer estallar un acorazado en el puerto de Nueva York. Pepi se niega, por lo que Ebbing lo mata y continúa solo. Gloves lo sigue hasta los muelles, pero Ebbing lo sorprende y lo obliga a subir a una lancha que contiene explosivos de alta potencia. A punta de pistola, Ebbing obliga a Gloves a dirigir el barco hacia el acorazado. De repente, Gloves desvía el barco de su rumbo y salta al agua, mientras que el barco con Ebbing todavía a bordo choca contra una barcaza y explota.
De vuelta en la comisaría, Gloves y Leda descubren que se han retirado todos los cargos y que el alcalde lo honrará en el ayuntamiento. Ma Donahue entra quejándose de que el lechero ha desaparecido y, como antes, «tiene un presentimiento».

## Reparto
- Humphrey Bogart como Alfred «Gloves» Donahue.
- Conrad Veidt como Hall Ebbing.
- Kaaren Verne como Leda Hamilton.
- Jane Darwell como la Sra. 'Ma' Donahue.
- Frank McHugh como Barney.
- Peter Lorre como Pepi.
- Judith Anderson como Madame.
- William Demarest como Sunshine.
- Jackie Gleason como Starchy.
- Phil Silvers como Camarero.
- Wallace Ford como Spats Hunter, abogado de Gloves.
- Barton MacLane como Marty Callahan.
- Edward Brophy como Joe Denning.
- Martin Kosleck como Steindorff.
- Jean Ames como Annabelle.
- Ludwig Stössel como el Sr. Herman Miller.
- Irene Seidner como la Sra. Miller.
- James Burke como el teniente Forbes.
- Ben Welden como Smitty
- Hans Schumm como Anton.
- Charles Cane como Sage.
- Frank Sully como Spence.
- Sam McDaniel como Saratoga.
- Eddy Chandler como sargento de policía (sin acreditar)
- Louis V. Arco como hombre de radio de onda corta (sin acreditar).
- Emory Parnell como policía en el exterior del almacén (sin acreditar).
- Henry Victor como recepcionista de reuniones (sin acreditar).

Notas de reparto
- Jackie Gleason y Wallace Ford aparecen en pantalla como «Jackie C. Gleason» y «Wally Ford», respectivamente.
- Jackie Gleason y Phil Silvers deben su presencia en la película a la intervención directa del director del estudio Warner Bros., Jack L. Warner, quien telefoneó personalmente a Sherman para incluirlos en la película porque no quería seguir pagándoles para que «se quedaran sentados y no hacer nada». Como la película ya estaba en pleno rodaje, ambos actores aparecen en la escena inicial y luego son poco vistos hasta el clímax.
- Kaaren Verne y Peter Lorre se casaron en 1945 y se divorciaron en 1950.

## Producción
La producción se completó a principios de octubre de 1941, dos meses antes del ataque a Pearl Harbor. La película se estrenó en Nueva York el 23 de enero de 1942.
El productor Hal B. Wallis hizo All Through the Night como una «pieza complementaria» de su anterior melodrama antinazi, Underground, a pesar de la mala taquilla de la película anterior.
Humphrey Bogart no fue la primera persona considerada para el papel principal de la película: originalmente se suponía que sería interpretado por Walter Winchell, quien más tarde sería el narrador de la serie de televisión Los Intocables. Cuando Winchell no pudo tener tiempo libre para hacer la película, Wallis se la ofreció a George Raft y luego, cuando Raft la rechazó, a Bogart. Fue uno de los varios papeles que interpretó Bogart y que originalmente le habían ofrecido a Raft.
Olivia de Havilland y Marlene Dietrich fueron consideradas para la protagonista femenina.
En TCM.com, Mark Frankel informa que la escena en la que Bogart y William Demarest confunden una habitación llena de simpatizantes nazis con dobles palabras no formaba parte del guion original: «Sherman pensó la idea él mismo y se la presentó al productor Hal Wallis. Wallis odiaba la idea, pero Sherman estaba tan convencido de que la película la necesitaba que la rodó de todos modos. Cuando Wallis vio la escena en el primer montaje, enojado le dijo a Sherman que la quitara. Sherman, sin embargo, dejó un poco de eso y cuando la película tuvo un adelanto, el público «estalló en carcajadas» ante el doble discurso. Wallis le dijo a Sherman que lo volviera a poner todo».

## Recepción
El agregador de reseñas Rotten Tomatoes le otorga a la película una calificación del 100% según diez reseñas contemporáneas, con una calificación promedio de 7,5/10.
Bosley Crowther de The New York Times le dio a la película una crítica mayoritariamente positiva, escribiendo: «A pesar de su construcción impactante y su duración de una hora y tres cuartos, la película se mueve con precisión y mantiene el suspenso constantemente... All Through the Night no es exactamente un melodrama de primer nivel, pero es una película de acción súper y tonta, sobre todo tonta, cuando te paras a pensar».
El 3 de diciembre de 1941, antes del ataque a Pearl Harbor, un crítico de Variety escribió: «Un tanto escabroso y con el motivo de la amenaza nazi de la madera familiar, las deficiencias se compensan con una continuidad rápida que genera inteligentemente suspenso y mantén [sic] atención». Para el 31 de diciembre, Variety había cambiado de tono: «Persecución y tiroteo en Central Park, peleas en el distrito de almacenes, la chica misteriosa en apuros, énfasis en el peligro para las instituciones estadounidenses por parte de conspiradores extranjeros se suman al atractivo elemental pero infalible para la audiencia».
Film Daily lo llamó un «melodrama emocionante y de rápido movimiento». Russell Maloney de The New Yorker criticó la película y escribió que «el propio Hitchcock no podría haber pedido una trama mejor», pero afirmó que fue derribada por «la debilidad de la invención, la palabrería del diálogo, [y] la dirección a un ritmo lento».

### Taquilla
Según los registros de Warner Bros, la película ganó 1 009 000 dólares en el país y 959 000 dólares en el extranjero durante su proyección inicial.
Variety estimó que la película había ganado 1,1 millones de dólares a nivel nacional a finales de 1942.